# Felicity Hayward
Felicity Hayward je britská modelka velikosti plus size, pracující pro agenturu Milk Management. Jako modelka pracovala mimo jiné pro L’Oreal, Missguided, I-D, Vogue,  The Body Shop a Glamour. I přes svoji velikost nosí vyzývavé oblečení. Je zakladatelkou hnutí Self Love Brings Beauty. 

## Dětství
Vyrostla v rodině, kde byla podporována už jako malá, přestože byla robustnější než v dospělosti.

## Dospělost
V roce 2014 byla jmenována první Curve Ambassador & Stylist pro Asos.
V roce 2016 uviděla mezeru na trhu a vydala svojí vlastní kolekci latexového oblečení pro ženy nadměrných velikostí. V roce 2017 začala přesvědčovat výrobce sportovního oblečení jako Nike a Adidas, aby se zamyslely a upravili velikosti nadměrného oblečení.
Za nošení bikin a sdílení fotografií online byla kritizována, že je velmi tlustá.
Když se na obálce časopisu Cosmopolitan, který byl pak kritizován, že propaguje morbidní obezitu, objevila nadměrná modelka Tess Holliday, obhajovala ji, že je inspirací pro miliony lidí a poskytuje sebedůvěru mladým dívkám, které mohou být rozměrnější třeba kvůli zdravontím důvodům.
V červnu 2018 způsobila rozruch, když na večírek v Londýně dorazila v průhledných šatech, pod kterými měla pouze černé kalhotky a bradavky překryté přelepkami.